# 徳川陽子
徳川 陽子（とくがわ ようこ、1932年4月3日 - ）は、日本の物理学者。学位は理学博士（東京工業大学）。称号は東京工芸大学名誉教授。旧姓は浅尾。父の浅尾荘一郎は電子工学者。
東京工業大学理工学部物理学科卒業（理学士）、東京工業大学大学院理工学研究科物理学専攻修士課程修了（理学修士）、同博士課程修了（理学博士）。1978年理学博士の学位論文は「NaNO2の分極反転の研究 」。
夫は言語学者で元学習院大学文学部教授・博士（文学）の徳川宗賢。長女は歴史学者で東京大学史料編纂所准教授の松方冬子で、他に2女がいる。娘婿の松方純（1957年 - 2007年）は公爵松方正義の玄孫で情報工学者、国立情報学研究所准教授。

## 著書
- 徳川陽子、小口武彦『物理学演習』槙書店、1993年。ISBN 4-8375-0614-3。